# A Billboard Hot 100 listavezetői 2013-ban

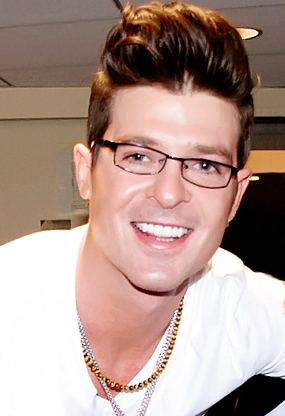
Robin Thicke (a képen) megszerezte első Hot 100-as listavezető pozícióját Blurred Lines című dalával, amely tizenkét egymást követő hétig vezette a listát.

A Billboard Hot 100 lista rangsorolja az Amerikában legjobban teljesítő kislemezeket. A streaming adatok, a digitális és fizikális eladások, illetve a rádiós teljesítmény alapján készült listát a Billboard magazin teszi közzé hetente.

## Lista

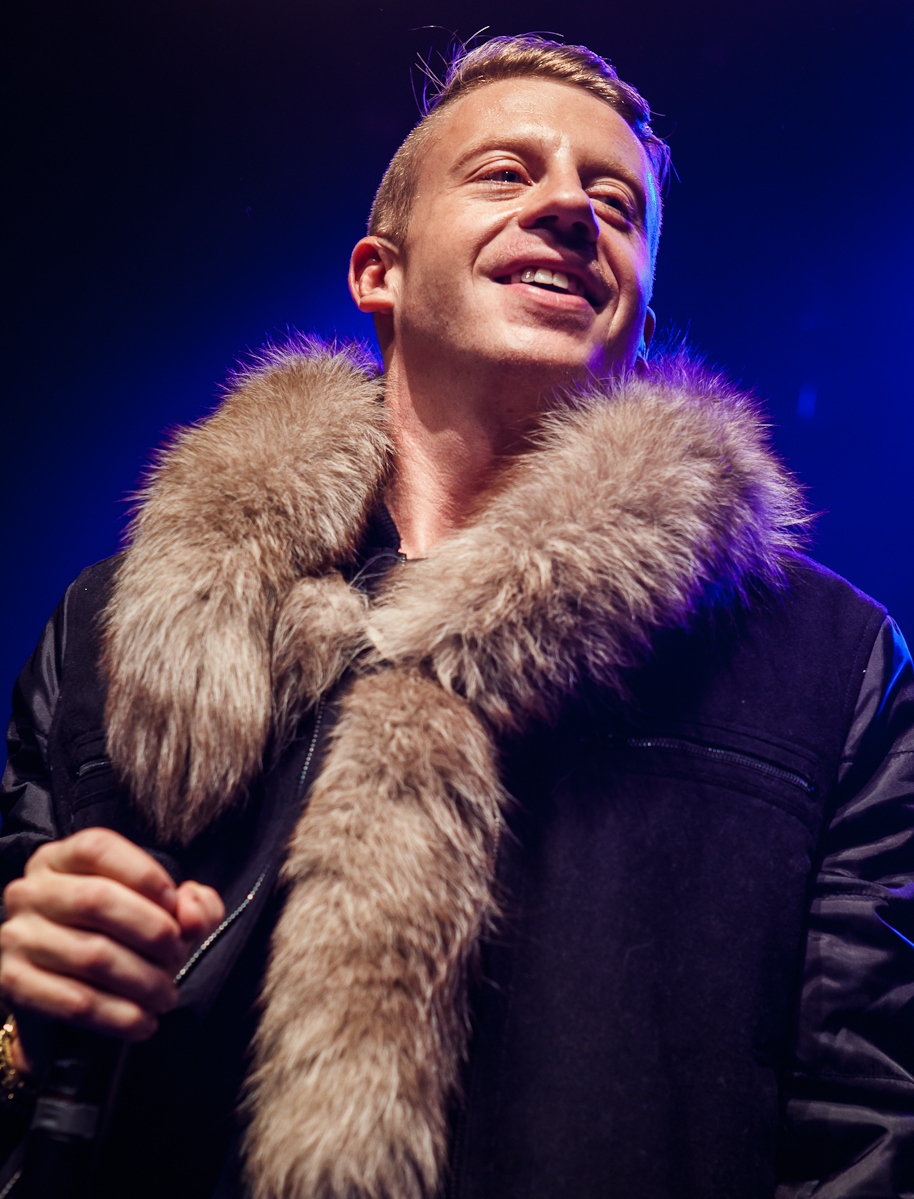
2013 legjobban teljesítő kislemeze a Thrift Shop lett Macklemore & Ryan Lewis-tól. A duó Can’t Hold Us című dalával is első helyezett lett a listán.

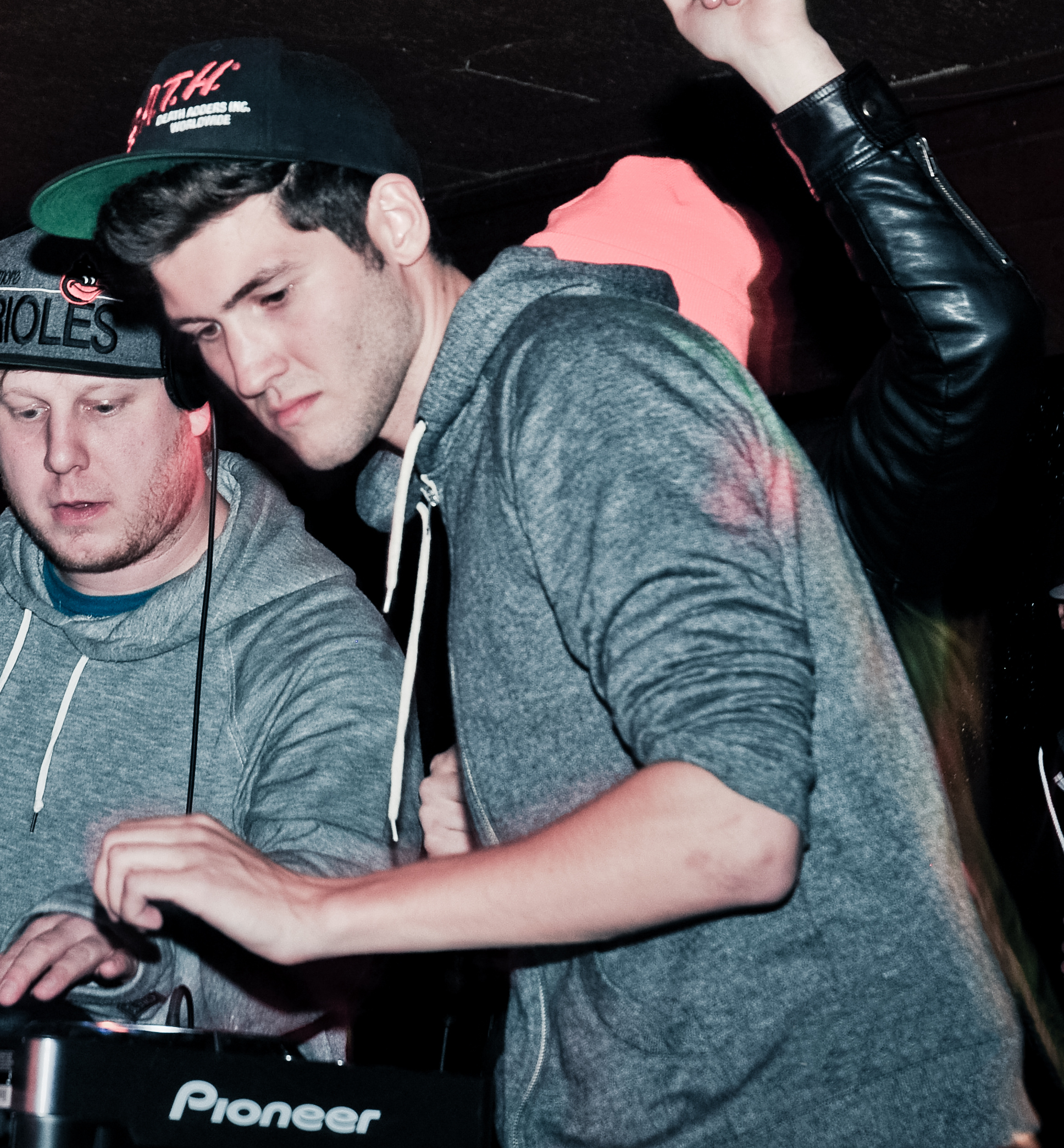
Baauer (a képen) Harlem Shake dala a rendkívül népszerűvé vált YouTube-videók után elfoglalta a Hot 100-as lista legtetejét is.

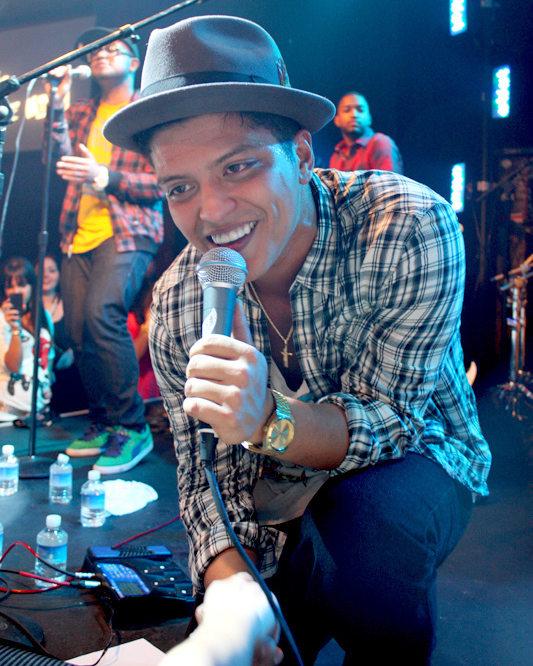
Bruno Mars (a képen) megszerezte ötödik első helyezését a listán, amikor When I Was Your Man című dala listavezető lett, ezzel férfi előadók közül Elvis Presley óta neki sikerült a leggyorsabban a csúcsra érni öt dallal.

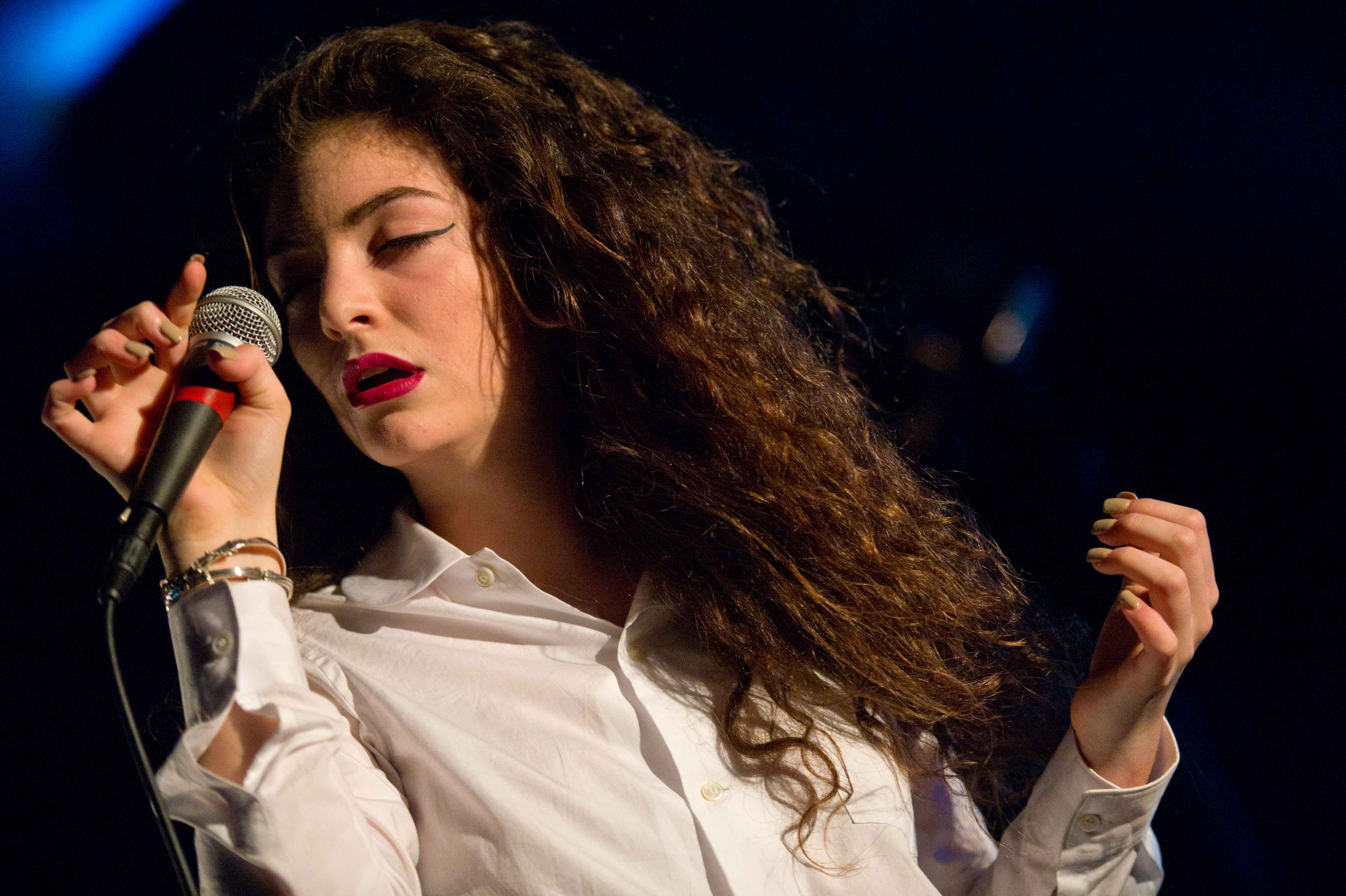
Lorde (a képen) volt a legfiatalabb zenész Tiffany óta (1987), aki listavezető pozícióba került a Hot 100-as listán Royals című dalával.

| Best performing single of 2013 | A legjobban teljesítő kislemezt jelzi 2013-ban |

| Kiadás dátuma  | Dal                   | Előadó(k)                                             | Forr.  |
| -------------- | --------------------- | ----------------------------------------------------- | ------ |
| Január 5.      | Locked Out of Heaven  | Bruno Mars                                            | [ 2 ]  |
| Január 12.     | Locked Out of Heaven  | Bruno Mars                                            | [ 3 ]  |
| Január 19.     | Locked Out of Heaven  | Bruno Mars                                            | [ 4 ]  |
| Január 26.     | Locked Out of Heaven  | Bruno Mars                                            | [ 5 ]  |
| Február 2.     | Thrift Shop           | Macklemore és Ryan Lewis, Wanz közreműködésével       | [ 7 ]  |
| Február 9.     | Thrift Shop           | Macklemore és Ryan Lewis, Wanz közreműködésével       | [ 8 ]  |
| Február 16.    | Thrift Shop           | Macklemore és Ryan Lewis, Wanz közreműködésével       | [ 9 ]  |
| Február 23.    | Thrift Shop           | Macklemore és Ryan Lewis, Wanz közreműködésével       | [ 10 ] |
| Március 2.     | Harlem Shake          | Baauer                                                | [ 11 ] |
| Március 9.     | Harlem Shake          | Baauer                                                | [ 12 ] |
| Március 16.    | Harlem Shake          | Baauer                                                | [ 13 ] |
| Március 23.    | Harlem Shake          | Baauer                                                | [ 14 ] |
| Március 30.    | Harlem Shake          | Baauer                                                | [ 15 ] |
| Április 6.     | Thrift Shop           | Macklemore és Ryan Lewis, Wanz közreműködésével       | [ 16 ] |
| Április 13.    | Thrift Shop           | Macklemore és Ryan Lewis, Wanz közreműködésével       | [ 17 ] |
| Április 20.    | When I Was Your Man   | Bruno Mars                                            | [ 18 ] |
| Április 27.    | Just Give Me a Reason | Pink, Nate Ruess közreműködésével                     | [ 19 ] |
| Május 4.       | Just Give Me a Reason | Pink, Nate Ruess közreműködésével                     | [ 20 ] |
| Május 11.      | Just Give Me a Reason | Pink, Nate Ruess közreműködésével                     | [ 21 ] |
| Május 18.      | Can’t Hold Us         | Macklemore és Ryan Lewis, Ray Dalton közreműködésével | [ 22 ] |
| Május 25.      | Can’t Hold Us         | Macklemore és Ryan Lewis, Ray Dalton közreműködésével | [ 23 ] |
| Június 1.      | Can’t Hold Us         | Macklemore és Ryan Lewis, Ray Dalton közreműködésével | [ 24 ] |
| Június 8.      | Can’t Hold Us         | Macklemore és Ryan Lewis, Ray Dalton közreműködésével | [ 25 ] |
| Június 15.     | Can’t Hold Us         | Macklemore és Ryan Lewis, Ray Dalton közreműködésével | [ 26 ] |
| Június 22.     | Blurred Lines         | Robin Thicke; T.I. és Pharrell közreműködésével       | [ 27 ] |
| Június 29.     | Blurred Lines         | Robin Thicke; T.I. és Pharrell közreműködésével       | [ 28 ] |
| Július 6.      | Blurred Lines         | Robin Thicke; T.I. és Pharrell közreműködésével       | [ 29 ] |
| Július 13.     | Blurred Lines         | Robin Thicke; T.I. és Pharrell közreműködésével       | [ 30 ] |
| Július 20.     | Blurred Lines         | Robin Thicke; T.I. és Pharrell közreműködésével       | [ 31 ] |
| Július 27.     | Blurred Lines         | Robin Thicke; T.I. és Pharrell közreműködésével       | [ 32 ] |
| Augusztus 3.   | Blurred Lines         | Robin Thicke; T.I. és Pharrell közreműködésével       | [ 33 ] |
| Augusztus 10.  | Blurred Lines         | Robin Thicke; T.I. és Pharrell közreműködésével       | [ 34 ] |
| Augusztus 17.  | Blurred Lines         | Robin Thicke; T.I. és Pharrell közreműködésével       | [ 35 ] |
| Augusztus 24.  | Blurred Lines         | Robin Thicke; T.I. és Pharrell közreműködésével       | [ 36 ] |
| Augusztus 31.  | Blurred Lines         | Robin Thicke; T.I. és Pharrell közreműködésével       | [ 37 ] |
| Szeptember 7.  | Blurred Lines         | Robin Thicke; T.I. és Pharrell közreműködésével       | [ 38 ] |
| Szeptember 14. | Roar                  | Katy Perry                                            | [ 39 ] |
| Szeptember 21. | Roar                  | Katy Perry                                            | [ 40 ] |
| Szeptember 28. | Wrecking Ball         | Miley Cyrus                                           | [ 41 ] |
| Október 5.     | Wrecking Ball         | Miley Cyrus                                           | [ 42 ] |
| Október 12.    | Royals                | Lorde                                                 | [ 43 ] |
| Október 19.    | Royals                | Lorde                                                 | [ 44 ] |
| Október 26.    | Royals                | Lorde                                                 | [ 45 ] |
| November 2.    | Royals                | Lorde                                                 | [ 46 ] |
| November 9.    | Royals                | Lorde                                                 | [ 47 ] |
| November 16.   | Royals                | Lorde                                                 | [ 48 ] |
| November 23.   | Royals                | Lorde                                                 | [ 49 ] |
| November 30.   | Royals                | Lorde                                                 | [ 50 ] |
| December 7.    | Royals                | Lorde                                                 | [ 51 ] |
| December 14.   | Wrecking Ball         | Miley Cyrus                                           | [ 52 ] |
| December 21.   | The Monster           | Eminem, Rihanna közreműködésével                      | [ 53 ] |
| December 28.   | The Monster           | Eminem, Rihanna közreműködésével                      | [ 54 ] |